# 大久保製壜所
株式会社大久保製壜所（おおくぼせいびんしょ、英: Okubo Glass Co., Ltd.）は東京都墨田区に本社を置くガラス壜の製造・販売を行う企業である。

## 概要
小型の医療品・健康食品用のガラス壜の製造を行っている。遮光壜の他、樹脂容器の製造も受け持つ。東京以外に名古屋・滋賀・千葉にそれぞれ工場を持ち、輸出・検査・運送の各業務を独立・分裂した企業に委託する手法を取る。平成18年からは樹脂を使用したキャップの製造を開始し、同年12月、ISO9001規格の認証を取得した。

## 子会社
- オージー・クラフト
- 名古屋大久保グラス
- 大久保運送
- 大学興業
- 関西大久保グラス
- 富山大久保グラス

## 主な取引先
- 大正製薬
- 金冠堂
- 佐藤製薬
- 全薬工業